# Biitan-akiing-enabijig
Betonukeengainubejig (Biitan-akiing-enabijig, od Pi،tona،kaĭngkaĭn-ŭpĭchĭg,  'those who sit on the borders' ), ili Border-Sitters jedna od glavnih skupina Chippewa Indijanaca koje je obitavalo u sjevernom Wisconsinu između jezera Superior i rijeke Mississippi. 
Sastojali su se od bandi Knife River, Rice River, Rush River, Apple River, Sunrise River. Njihova glavna sela bila su na Desert Lake (Vieux Desert), Flambeau Lake, Pelican Lake, Lac Court Oreilles, Lac Chetec, Pukwaawun i Mononimikau Lake. S njima su se sjedinile bande Munominikasheenhug, Wahsuahgunewininewug i Lac Courte Oreilles Chippewa.
Ove bande su se prema Hodgeu sjedinile bandama poznatim kao St. Croix Chippewa ili Munominikasheenhug (Manoominikeshiinyag) kojima su pripadale bande Clam River, Kettle River, Snake River, Tamarack River, Totogatic River, Wolf River, Wood River i Yellow River. 

## Vanjske poveznice
- Chippewa Indian Bands, Gens and Clans  Arhivirana inačica izvorne stranice od 16. svibnja 2008. (Wayback Machine)